# Celles-sur-Belle
Celles-sur-Belle je francouzská obec v departementu Deux-Sèvres v regionu Poitou-Charentes. V roce 2009 zde žilo 3 761 obyvatel. Je centrem kantonu Celles-sur-Belle.